# 封圣
封聖（拉丁語：Canonizatio），又稱列聖品、宣聖，是一種基督教儀式，是指正式承認某個人成為基督教聖人的過程。在不同基督教派中，擁有自己的程序，其中最著名者為天主教會。
在天主教會中，封聖是宣福禮之後的進階儀式；經過宣福禮的真福者，再出現過兩次神蹟，經過教會進一步確認其資格後，就可以舉行封聖儀式，宣布承認這個人為聖人。另，經教宗認可其貢獻良多者，則可追封二等聖人，後由接續教宗冊封之。

## 歷史
封聖習俗可追溯到古代的桑特里亞教崇拜中，而基督教大約在教父時期便開始認可聖人。起初，聖人的設立是為了紀念殉道者和效法殉道者的好榜樣。早期的基督教中，聖人的敬禮並不是得到一致承認的禮儀，正如天主教百科全書承認：“教父俄利根把這個習俗視為異教拜物的表現。”直到公元787年的第二次尼西亞公會議，聖像敬禮才得以確立。自十二世紀起，聖人須經教宗列入聖品，才可正式為認可的聖人。在十六世紀的特倫多會議指出，信徒應該求聖人為他們轉求天主，也該敬禮聖人遺物（即聖物）和聖像。

## 天主教現行的封聖程序
目前的封聖程序是由教宗若望·保祿二世在1983年1月25日頒行的宗座憲令《成全的神圣导师》，並由封聖部在同年2月7日頒布的法規規範的。
首先是由推動人提出對候選人的列品申請，並由該人逝世或安葬地教區主教啟動調查程序，通常是在候選人死後五年開始進行。在搜集證據後，主教把此「天主之僕」的調查報告呈交封聖部。然後由申請人進行進一步調查。
聖部會向教宗推薦，建議教宗宣佈候選人的「英雄德行」，此時候選人就成為可敬品，可供信徒轉禱，但尚未能設慶期、命名聖堂。教會亦未正式宣告候選人已在天上。如果教會認為此人已經在天上、獲得救贖，就會對之宣福。如果是殉道者，教宗可以直接宣佈其為真福，而「精修者」就需要一個科學不能解釋的奇蹟透過祈求候選人轉禱發生，通常是無法治癒的疾病得以康復。獲真福品在真福生活的教區、與之相關的地區或會院可以設定慶日，但仍不可以其名祝聖聖堂。
而當有最少兩次奇蹟出現時，真福就可以被冊封為聖人。在神學上，聖人是確定享有榮福直觀能力者。獲聖品者的慶日在各地教會都可以慶祝，平信徒可以自由敬禮聖人，不受限制。聖堂亦可以其名字祝聖。
另外一種封聖的做法是「相等於冊封」，同樣需要認明其聖德，但無需兩次顯示奇蹟的元素。